# Offensiva di Flămânda
L'offensiva di Flămânda (o manovra di Flămânda), che ebbe luogo tra il 29 settembre ed il 5 ottobre 1916, fu un'offensiva condotta, attraversando il Danubio, dalla 2ª Armata rumena durante la prima guerra mondiale. Questa battaglia rappresentò un grande tentativo da parte dell'esercito rumeno di fermare l'offensiva proveniente da sud guidata dal generale tedesco August von Mackensen. La battaglia terminò, però, con una vittoria tattica degli Imperi centrali.

## Antefatti
Il regno di Romania entrò in guerra nell'agosto del 1916, quando le sue forze invasero la Transilvania oltrepassando il confine nella zona dei Carpazi. I Rumeni sconfissero rapidamente le esigue forze austro-ungariche che si trovavano nelle zone vicine al confine e iniziarono ad avanzare nell'Austria-Ungheria, ma vennero quasi subito fermati. Nel frattempo, una forza combinata di Tedeschi, Bulgari e Turchi entrò nella Dobrugia, nel sud est della Romania. Al comando di questa grossa unità vi era il generale August von Mackensen.
Poiché la situazione divenne molto incerta, il Consiglio della Corona rumeno decise di rinforzare con 150'000 uomini la 3ª Armata, guidata dal generale Alexandru Averescu. Conseguentemente Averescu fu messo a capo di un gruppo d'armate, composto dalla 3ª Armata e dalla "Armata della Dobrugia", comandata dal generale Andrei Zayonchkovski: in totale vi erano 17 divisioni. Il piano di Averescu prevedeva di attraversare il Danubio nei pressi di Flămânda, un piccolo centro nel sud della Romania, ed attaccare alle spalle le forze degli Imperi centrali, che nel frattempo sarebbero state tenute impegnate da una forza combinata russo-rumena lanciata in un'offensiva diretta verso sud, verso Cobadin e Tervel. L'idea principale era, dunque, quella di tagliare fuori Mackensen dalle sue basi nel nord della Bulgaria.

## La battaglia
L'attacco iniziò il 29 settembre su un fronte largo circa 80 km, da Flămânda, vicino a Oltenița, a Zimnicea. L'attacco era diretto contro il fianco sinistro del gruppo d'armate di Mackensen. I Rumeni, pur essendo in netta superiorità numerica ed essendo equipaggiato con un numero maggiore di cannoni, furono rallentati dalla "flottiglia danubiana" della k.u.k. Kriegsmarine.
Il 1º ottobre, due divisioni rumene attraversarono il Danubio a Flămânda e crearono una testa di ponte larga 14 km e profonda 4. Lo stesso giorno la forza combinata russo-rumena attaccò lungo il fonte della Dobrugia, ottenendo però scarsi successi. Durante la notte tra l'1 e il 2 ottobre una tempesta piuttosto violenta danneggiò seriamente il ponte di barche che i Rumeni stavano utilizzando per attraversare il Danubio. La mancata rottura del fonte in Dobrugia, culminata con un sanguinoso combattimento, effettuato vicino a Flămânda il 3 ottobre, convinse il generale Averescu a sospendere l'intera operazione ed a concentrare le sue forze contro l'offensiva austro-tedesca proveniente dalla Transilvania.

## Conseguenze
Il Danubio rimase una barriera per le operazioni militari tedesche fino a quando, verso la fine di novembre del 1916, metà dell'armata di Mackensen lo attraversò.